# Secretaría de Educación de Nuevo León
La Secretaría de Educación de Nuevo León es la dependencia encargada de planear, dirigir, administrar, ejecutar, supervisar y coordinar la política educativa en el Estado, bajos los principios de equidad, calidad y pertinencia, poniendo en el centro el derecho a la educación de todas las personas, especialmente las niñas, niños, adolescente y jóvenes; priorizando la igualdad de género y la inclusión educativa.

## Funciones
Planear, dirigir, administrar, ejecutar, supervisar y coordinar la política educativa en el Estado, bajo los principios de equidad, calidad y pertinencia, poniendo en el centro el derecho a la educación de todas las personas, especialmente las niñas, niños, adolescentes y jóvenes; priorizando la igualdad de género y la inclusión educativa.

### Visión
El estado de Nuevo León ofrecerá servicios educativos con los más altos estándares de calidad, en escuelas inclusivas que garanticen las mismas oportunidades para todas las niñas, niños, adolescentes y jóvenes, donde exista una colaboración de maestros y directivos escolares comprometidos, innovadores y preparados para enfrentar los retos educativos con el apoyo de herramientas y materiales de vanguardia, que permitan una mejora continua en las prácticas educativas, una formación académica con valores, respeto y cuidado al medio ambiente, contribuyendo al desarrollo humano integral y permanente del educando que coadyuve a consolidar un mejor proyecto de vida.

### Misión
Dirigir con un enfoque de excelencia el Sistema Educativo de Nuevo León, para ofrecer servicios educativos con calidad, inclusión y equidad, que contribuyan al desarrollo integral y armónico de todas las niñas, niños, adolescentes y jóvenes; así como cumplir con nuestros valores de: inclusión, colaboración y servicio, innovación y eficiencia, respeto, conciencia ecológica, equidad de género, responsabilidad, transparencia, empatía y bien común.

### Según la ley
Según el artículo 35 de la Ley Orgánica de la Administración Pública del Estado de Nuevo León:
I. Planear, desarrollar, dirigir y vigilar la educación a cargo del Gobierno del Estado y de los particulares cuyos planteles se encuentran incorporados al sistema educativo, en todos los tipos, niveles y modalidades, bajo los principios de equidad, calidad y pertinencia, así como celebrar los convenios conducentes al desarrollo educativo de la Entidad, buscando la participación de la comunidad y la de las madres, padres, o tutores de los estudiantes; para el caso de las modalidades educativas federales en educación media superior y superior, se ejercerán las funciones de coordinación y planeación que correspondan;
II. Aplicar y vigilar el cumplimiento de las disposiciones que en materia educativa contienen la Constitución Política de los Estados Unidos Mexicanos, la Constitución Política del Estado, las leyes federal y local de educación, las demás leyes y reglamentos vigentes, así como los Acuerdos del Ejecutivo;
III. Promover y desarrollar la edición de libros y demás recursos didácticos; diseñar e implementar programas informáticos y tecnológicos para apoyar la educación, así como el establecimiento de bibliotecas y librerías y todas aquellas acciones dirigidas al fortalecimiento de la educación del estado;
IV. Establecer y aplicar las normas a que debe ajustarse la revalidación de estudios, diplomas, grados y la incorporación de las escuelas particulares, en congruencia con lo que establezca la Ley General de Educación y la Ley de Educación del Estado;
V. Coordinar con las Universidades e Instituciones de educación superior, con absoluto respeto a las políticas educativas de las mismas, el servicio social de pasantes, la orientación vocacional y otros aspectos educativos;
VI. Promover la creación de institutos de investigación científica, tecnológica y de innovación educativa, mediante el fortalecimiento de centros de investigación, evaluación, laboratorios, observatorios, planetarios y demás que requiera el desarrollo educativo, social y productivo del Estado;
VII. Otorgar becas para los estudiantes del Estado de escasos recursos económicos o de más altas calificaciones, en los términos que al efecto se establezcan;
VIII. Tener a su cargo lo relacionado con el registro de profesiones, colegios o asociaciones profesionales, títulos y certificados, que le correspondan en el ámbito de sus atribuciones, conforme a la reglamentación correspondiente;
IX. Crear, por acuerdo del Ejecutivo, las escuelas oficiales del estado de acuerdo con los lineamientos emitidos por la Secretaría de Educación Pública;
X. Organizar, supervisar y desarrollar, en su caso, las escuelas oficiales e incorporadas, relativas a:
a) La primera infancia: inicial y preescolar; primaria, secundaria y normal, en el medio urbano y rural;
b) La enseñanza tecnológica, técnica y profesional técnica industrial, comercial y de artes y oficios, incluyendo la educación que se imparta a los adultos;
c) La enseñanza media superior, superior y de postgrado, en los términos de las leyes;
d) La enseñanza con requerimientos de educación especial.
XI. Crear y organizar sistemas de educación que procuren la inclusión de niñas, niños, adolescentes y jóvenes, con énfasis en la primera infancia; personas con discapacidad, capacidades y aptitudes sobresalientes, así como talentos extraordinarios; personas migrantes e indígenas, a fin de incorporarlos a la vida social y productiva, a través de una coordinación intersectorial;
XII. Impulsar y coordinar la corresponsabilidad de las madres, padres y tutores en la tarea educativa para lograr el acceso, permanencia escolar, y el aprendizaje de sus hijas e hijos, mediante las Asociaciones de Padres de Familia y los Consejos Escolares de Participación Social;
XIII. Impulsar, desarrollar y coordinar programas de formación y actualización docente y directiva, bajo los lineamientos de la Secretaría de Educación Pública;
XIV. Establecer programas para el desarrollo profesional del personal del sistema educativo estatal; administrar la nómina federal; mantener actualizados los niveles, puestos, salarios y perfiles; procesar y validar la nómina estatal para efectuar el pago previa solicitud a la Tesorería General del Estado, considerando la formación profesional a través de un sistema de compensaciones y estímulos, como reconocimiento a la labor educativa;
XV. Organizar y desarrollar la educación artística que se imparta en las escuelas e instituciones oficiales e incorporadas, para la enseñanza y difusión de las bellas artes y de las artes populares;
XVI. Establecer programas de deporte y activación física en las escuelas;
XVII. Establecer e impulsar la vinculación con las cámaras empresariales y los principales sectores productivos y la sociedad civil organizada, para el aseguramiento de la equidad, calidad y pertinencia educativa;
XVIII. Los demás que le señalen las leyes, reglamentos y otras disposiciones legales aplicables.

## Titulares
| Secretario                     | Periodo                                        | Gobernador                                                 | Ref |
| ------------------------------ | ---------------------------------------------- | ---------------------------------------------------------- | --- |
| Sofialeticia Morales Garza     | Desde el 4 de octubre de 2021                  | Samuel Alejandro García Sepúlveda                          |     |
| María de los Ángeles Errisúriz | 8 de mayo de 2018 - 3 de octubre de 2021       | Jaime Rodríguez CalderónManuel Florentino González Flores  |     |
| Arturo Estrada Camargo         | 17 de diciembre de 2016 - 7 de mayo de 2018    | Manuel Florentino González Flores Jaime Rodríguez Calderón |     |
| Esthela María Gutiérrez Garza  | 4 de octubre de 2015 - 16 de diciembre de 2016 | Jaime Rodríguez Calderón                                   |     |
| Edmundo Guajardo Garza         | 5 de marzo de 2015 - 3 de octubre de 2015      | Rodrigo Medina de la Cruz                                  |     |
| Alberto Almaguer Rocha         | 28 de enero de 2015 - 4 de marzo de 2015       | Rodrigo Medina de la Cruz                                  |     |
| Juana Aurora Cavazos Cavazos   | 1 de septiembre de 2013 - 27 de enero de 2015  | Rodrigo Medina de la Cruz                                  |     |
| José Antonio González Treviño  | 4 de octubre de 2009 - 31 de agosto de 2013    | Rodrigo Medina de la Cruz                                  |     |